# Cuiabá (stad)
Cuiabá is een stad en gemeente in Brazilië. Zij is de hoofdstad van de staat Mato Grosso.
De stad is een van de warmste Braziliaanse grote steden, met regelmatig temperaturen boven de 40 °C, ook in de winter. De gemiddelde jaarlijkse regenval bedraagt 1335 mm. De stad bevindt zich op de grens van het Amazoneregenwoud, de Cerrado en de Pantanal, en is het geografisch middelpunt van het Zuid-Amerikaanse continent. De stad is gelegen in de Klimaatzone Aw (tropisch savanneklimaat).

## Aangrenzende gemeenten
De gemeente grenst aan Acorizal, Campo Verde, Chapada dos Guimarães, Rosário Oeste, Santo Antônio de Leverger en Várzea Grande.

## Verkeer en vervoer
De plaats ligt aan de radiale snelweg BR-070 tussen Brasilia en Cáceres. Daarnaast ligt ze aan de wegen BR-163, BR-251, BR-364, MT-010, MT-050, MT-351, MT-400 en MT-402.
De internationale luchthaven van de stad, de Aeroporto Internacional Marechal Rondon, is gelegen in het aangrenzende Várzea Grande.

## Wereldkampioenschap voetbal 2014
De stad werd geselecteerd als een van de twaalf speelsteden voor het wereldkampioenschap voetbal 2014. De Arena Pantanal zal, eenmaal voltooid, plaats bieden aan bijna 43.000 supporters. Er worden vier wedstrijden gespeeld; de tegenstanders van Nederland; Chili en Australië spelen er de eerste wedstrijd in het nieuwe stadion op 13 juni. Vier dagen later gaat de strijd tussen de Russen en Zuid-Korea, beide ingedeeld in de groep van de Rode Duivels.

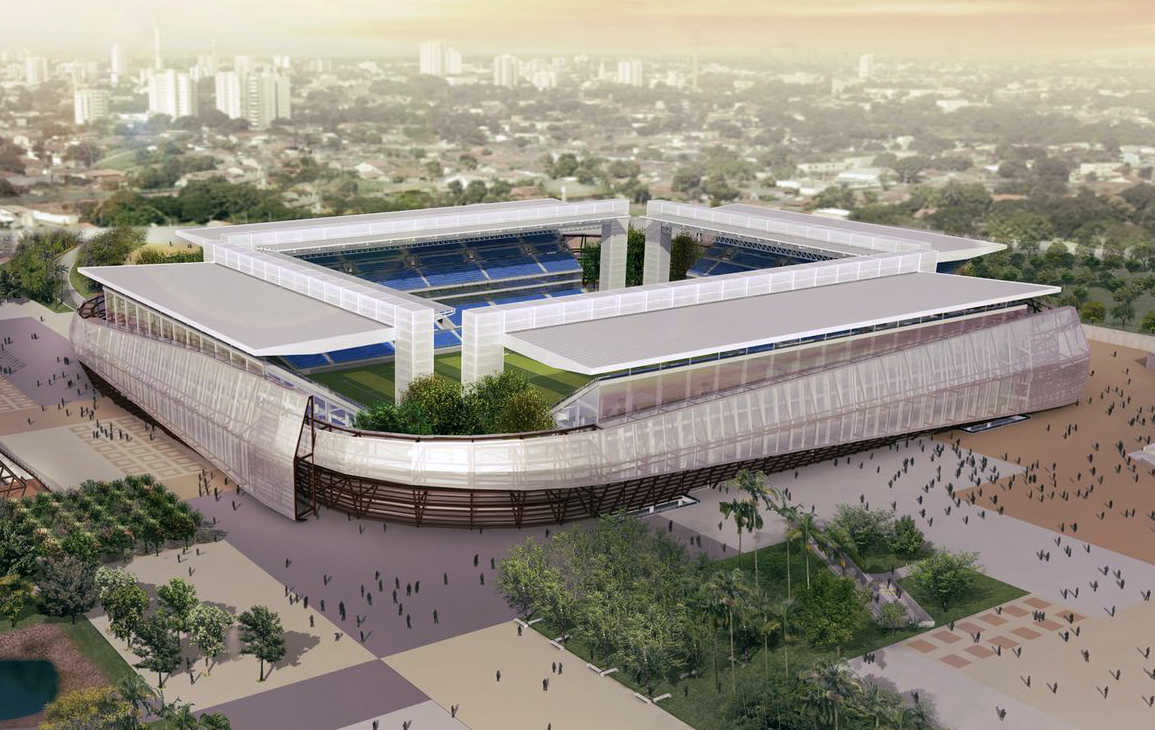
Arena Pantanal

## Stedenbanden
Zustersteden van Cuiabá:
- Arica, Chili
- Iquique, Chili
- Lishui, China
- Turijn, Italië
- Hamamatsu, Japan
- Pedro Juan Caballero, Paraguay
- Kyzyl, Rusland
- Zlín, Tsjechië

## Bekende inwoners van Cuiabá

### Geboren
- Eurico Gaspar Dutra (1883-1974), president van Brazilië (1946-1951)
- Vanderson Válter de Almeida, "Vandinho" (1978), voetballer
- Paulo Antônio de Oliveira, "Paulinho" (1982), voetballer
- Marcos Aurélio (1984), voetballer
- Geílson de Carvalho Soares, "Geílson" (1984), voetballer
- Felipe Lima (1985), zwemmer
- Natanael Batista Pimienta, "Natanael" (1990), voetballer
- Warleson Stellion Lisboa Oliveira, "Warleson" (1996), voetballer (doelman)
- Lucas Calegari (2002), voetballer
- Cuiabano (2003), voetballer

## Galerij

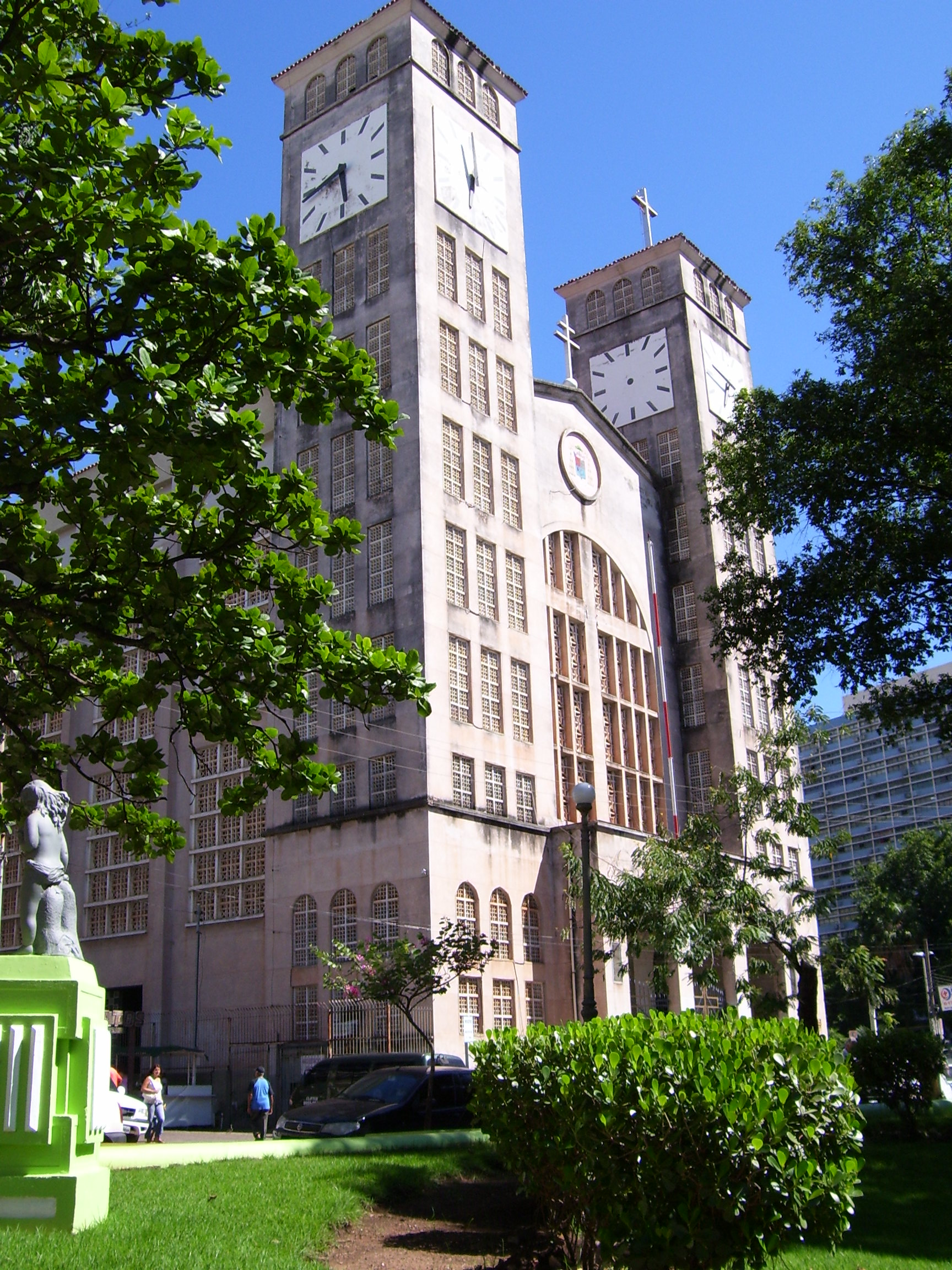
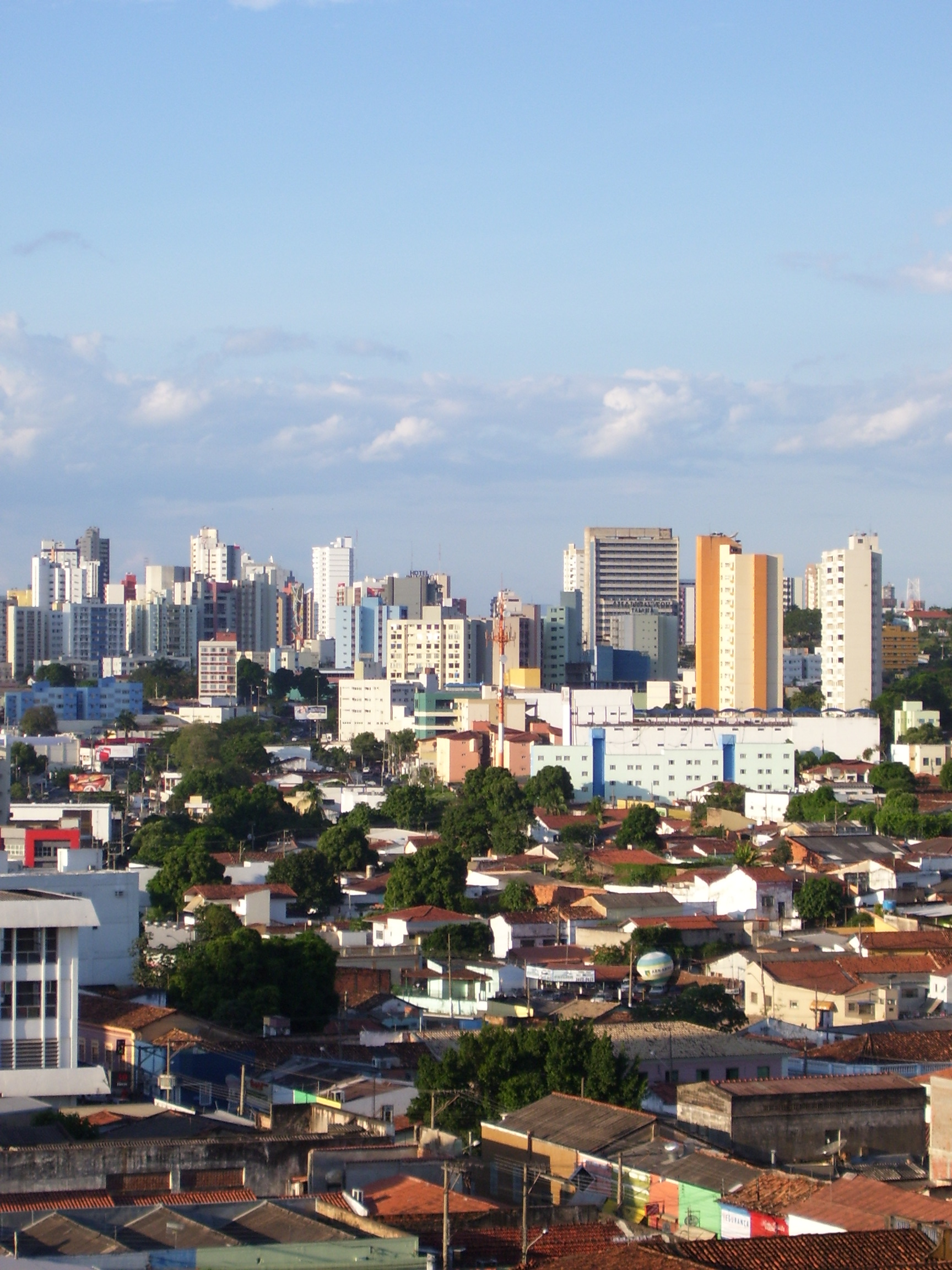
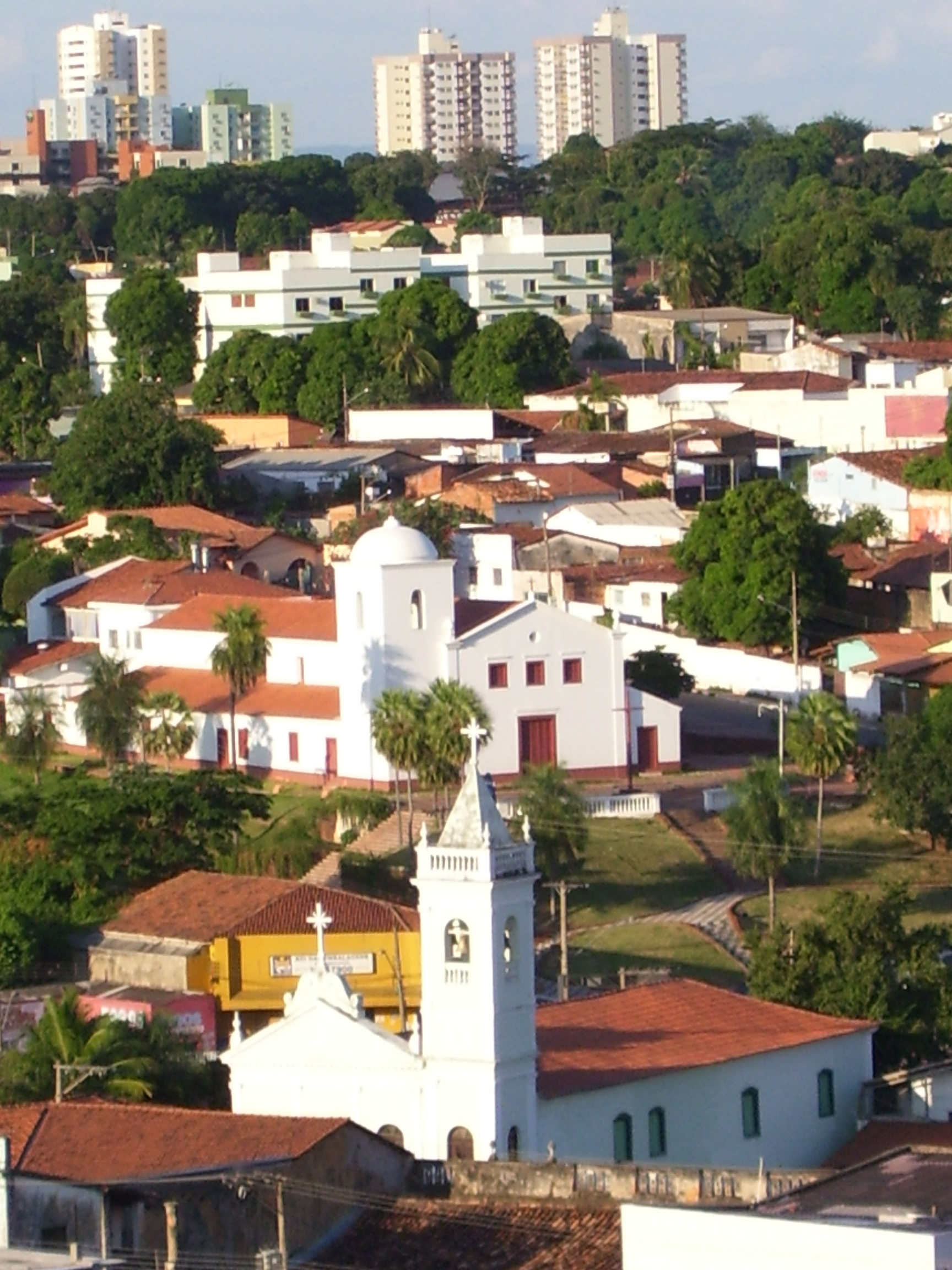
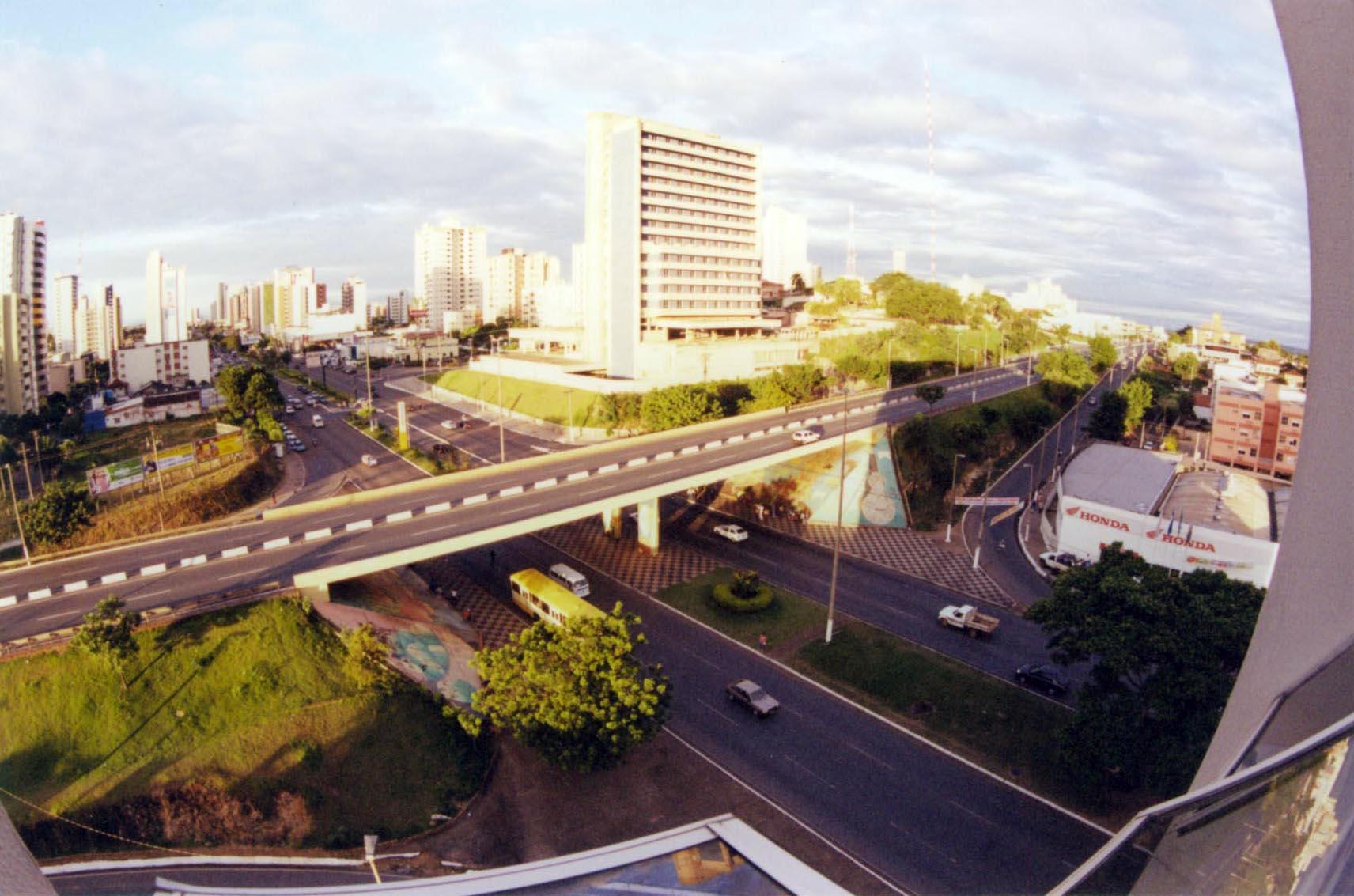
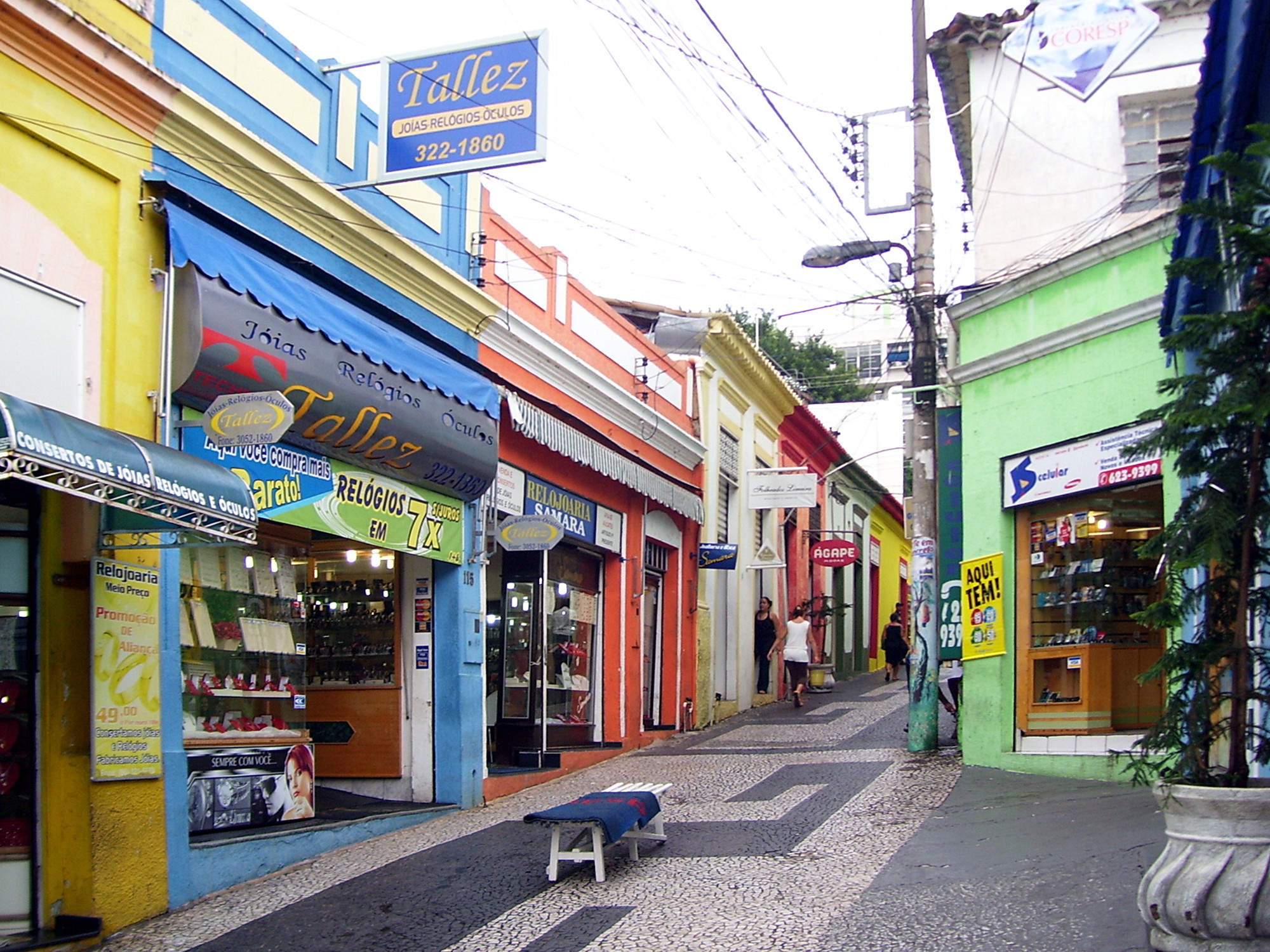
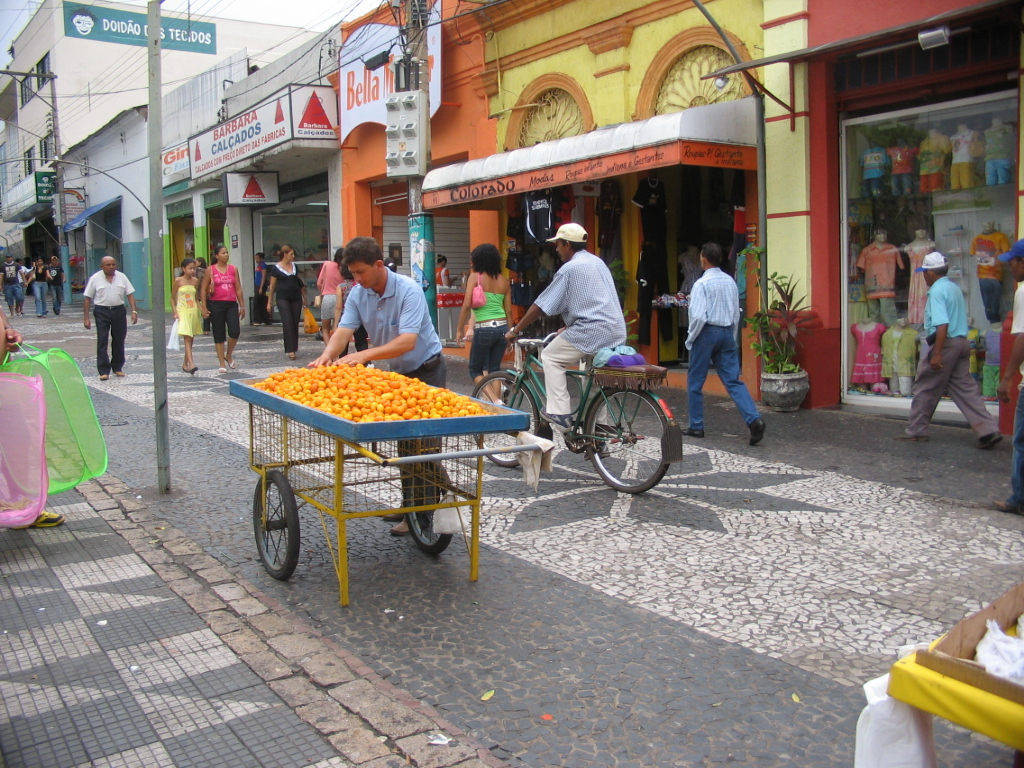
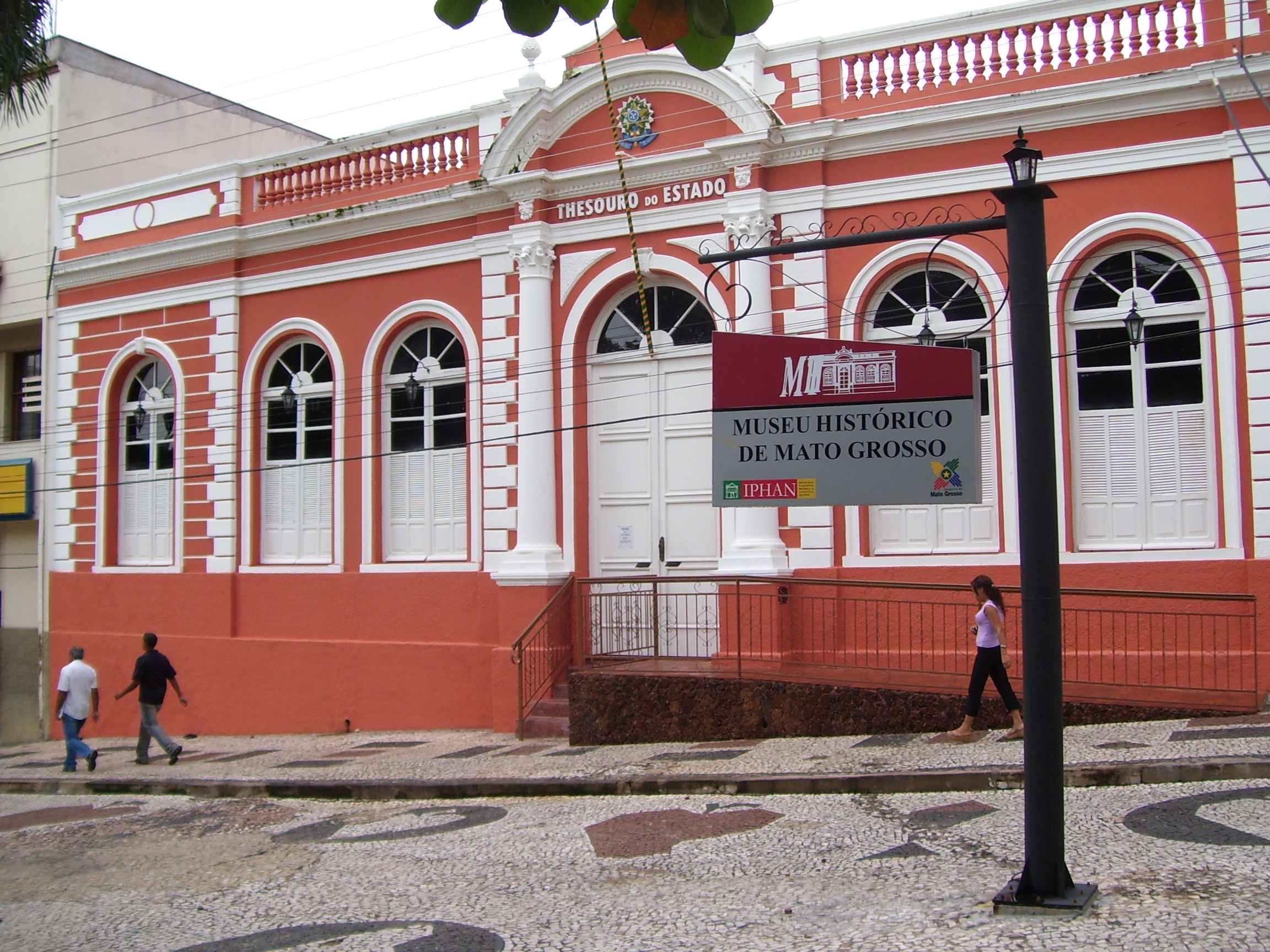
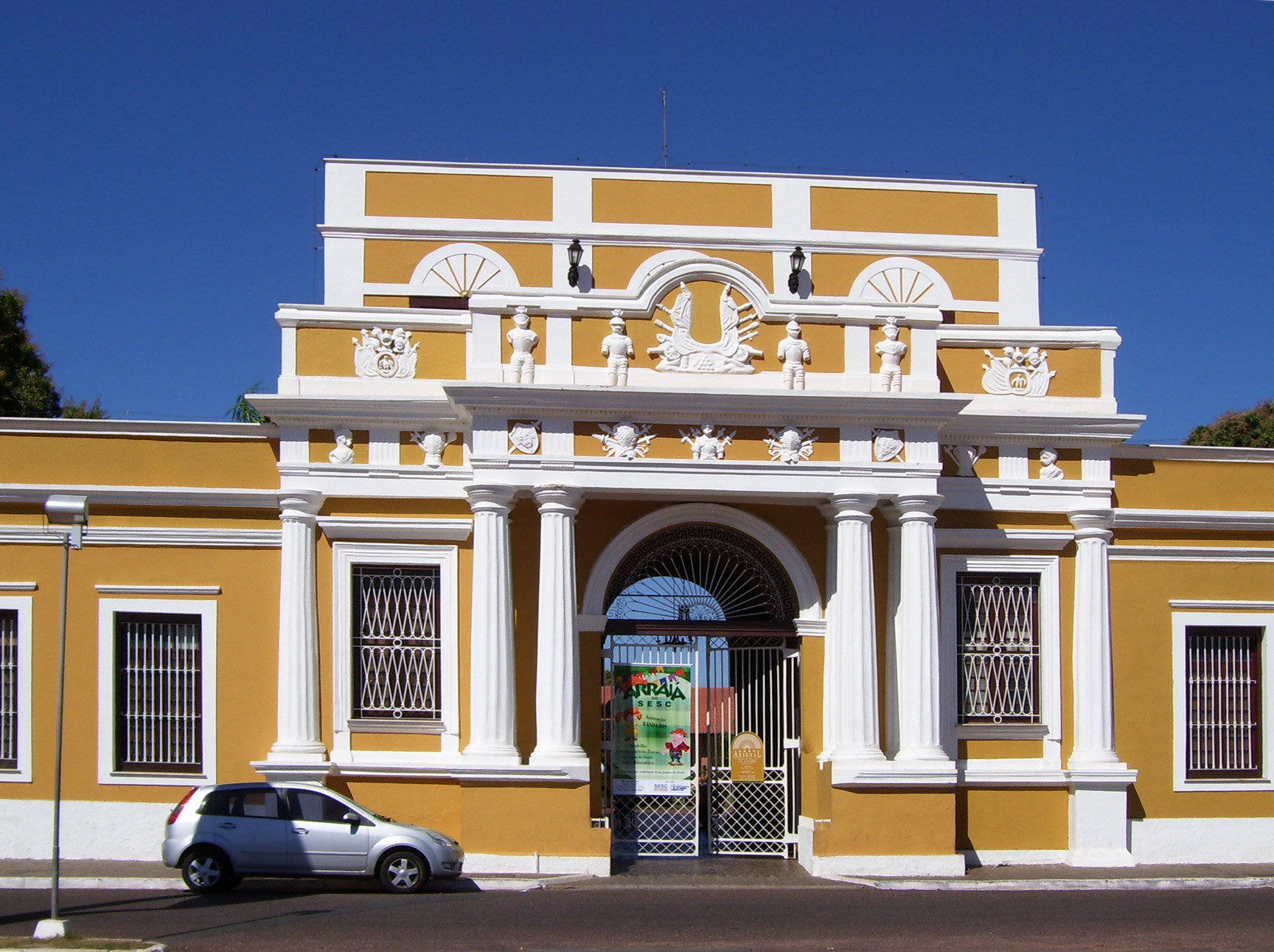
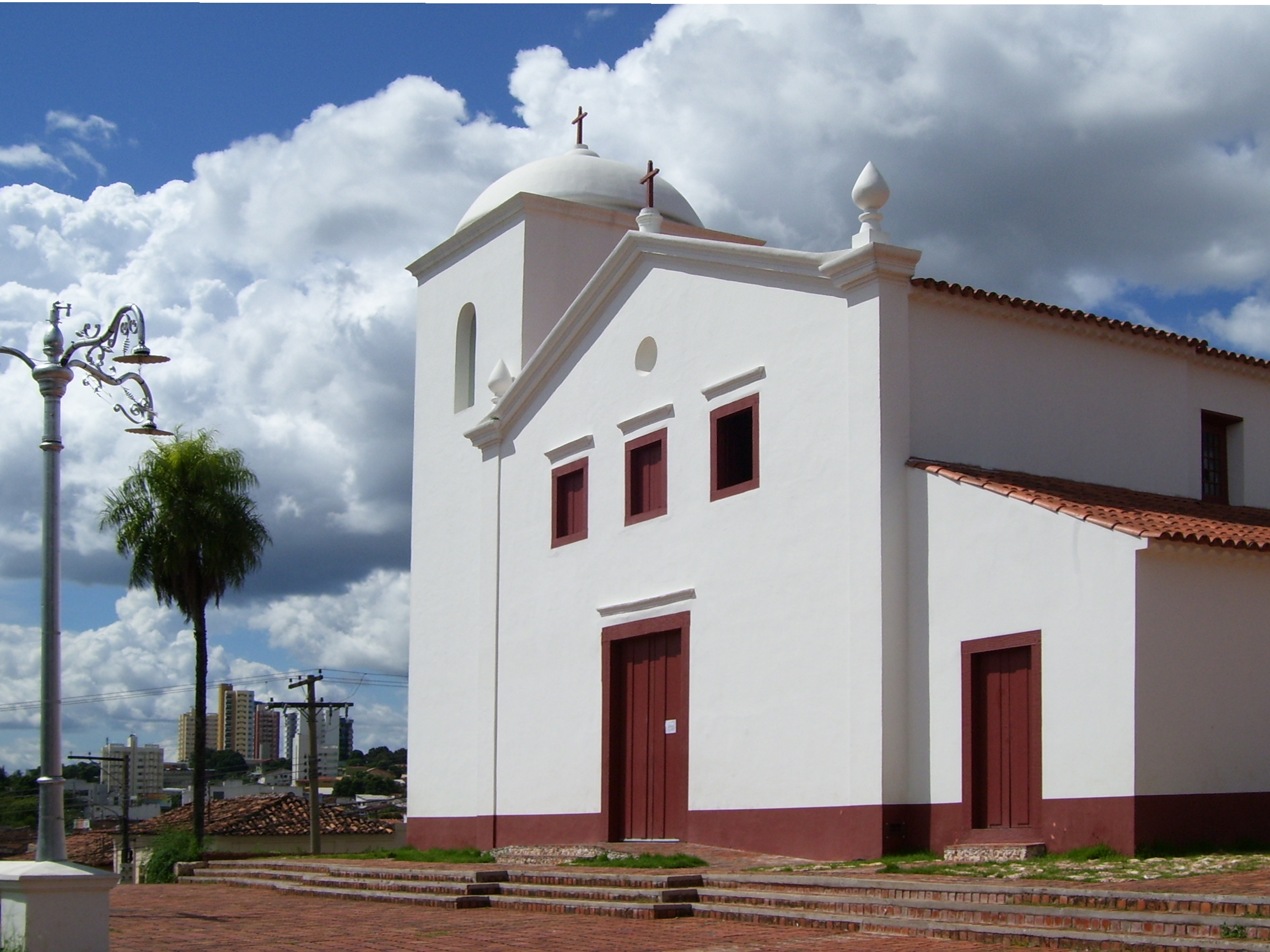
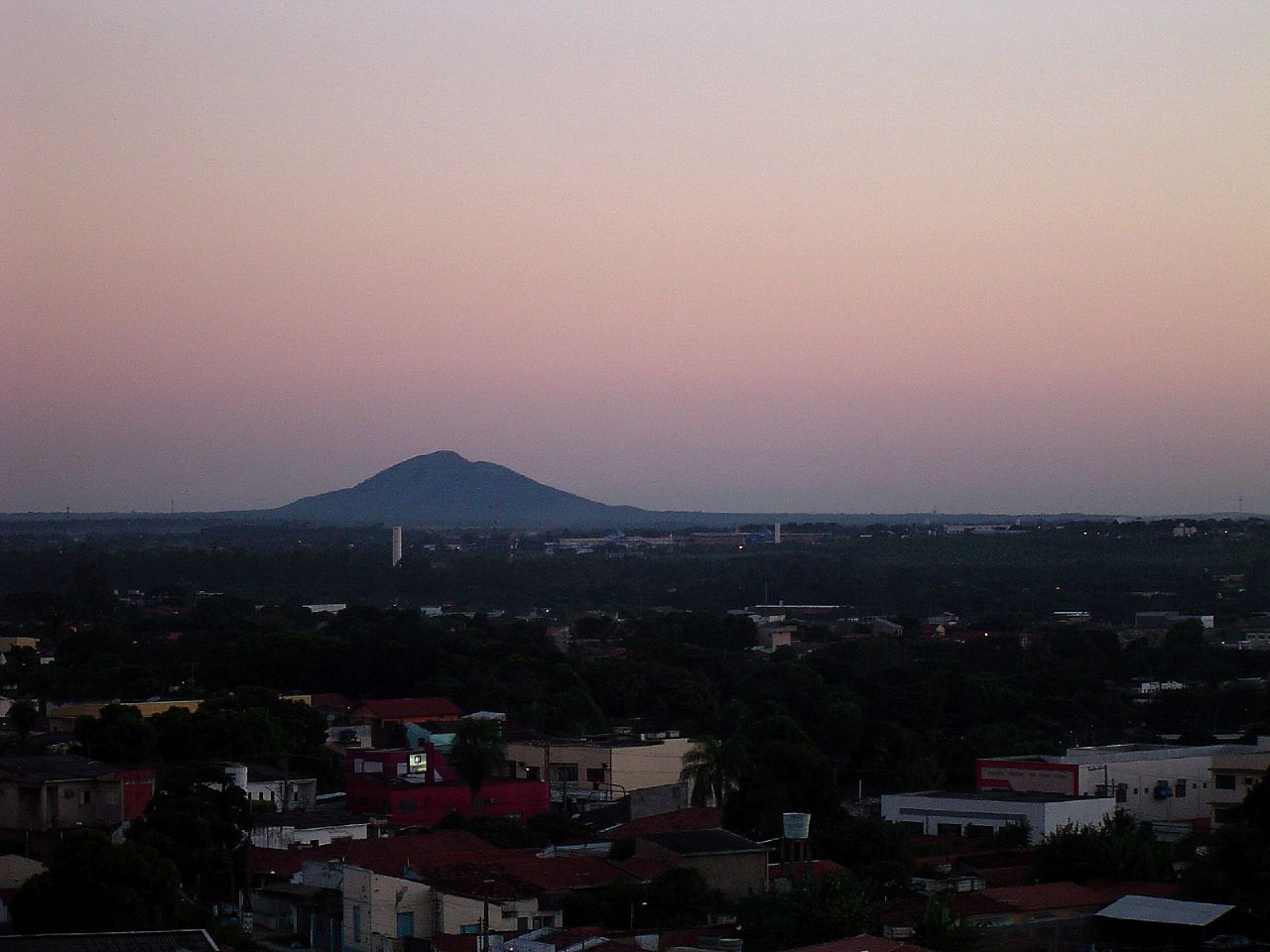